# Liste der Lieder von Stromae
Dies ist eine Liste aller auf Tonträger veröffentlichten Lieder des belgischen Rappers Stromae.
Die Liste ist alphabetisch sortiert und enthält Titel, Autoren, Tonträger und Erscheinungsjahr.

## Alben
Es sind alle Lieder folgender Stromae-Alben aufgelistet:
| - 2010: Cheese - 2013: Racine carrée - 2022: Multitude |

## 36 Lieder

### A
| # | Titel                              | Dauer | Autoren                       | Album         | Jahr |
| - | ---------------------------------- | ----- | ----------------------------- | ------------- | ---- |
| 1 | Alors on danse erschien als Single | 3:06  | Stromae                       | Cheese        | 2010 |
| 2 | Ave cesaria                        | 4:09  | Stromae, Orelsan              | Racine carrée | 2013 |
| 3 | AVF (mit Maître Gims & Orelsan)    | 3:45  | Stromae, Orelsan, Maître Gims | Racine carrée | 2013 |

### B
| # | Titel              | Dauer | Autoren | Album         | Jahr |
| - | ------------------ | ----- | ------- | ------------- | ---- |
| 1 | Bâtard             | 3:28  | Stromae | Racine carrée | 2013 |
| 2 | Bienvenue chez moi | 2:47  | Stromae | Cheese        | 2010 |
| 3 | Bonne Journée      | 3:12  | Stromae | Multitude     | 2022 |

### C
| # | Titel                | Dauer | Autoren                         | Album         | Jahr |
| - | -------------------- | ----- | ------------------------------- | ------------- | ---- |
| 1 | Carmen               | 3:09  | Georges Bizet, Stromae, Orelsan | Racine carrée | 2013 |
| 2 | C'est Que Du Bonheur | 2:42  | Stromae                         | Multitude     | 2022 |
| 3 | Cheese               | 3:02  | Stromae                         | Cheese        | 2010 |

### D
| # | Titel       | Dauer | Autoren | Album     | Jahr |
| - | ----------- | ----- | ------- | --------- | ---- |
| 1 | Déclaration | 3:05  | Stromae | Multitude | 2022 |
| 2 | Dodo        | 3:58  | Stromae | Cheese    | 2010 |

### F
| # | Titel                          | Dauer | Autoren | Album         | Jahr |
| - | ------------------------------ | ----- | ------- | ------------- | ---- |
| 1 | Fils de joie                   | 3:15  | Stromae | Multitude     | 2022 |
| 2 | Formidable erschien als Single | 3:33  | Stromae | Racine carrée | 2013 |

### H
| # | Titel                              | Dauer | Autoren | Album         | Jahr |
| - | ---------------------------------- | ----- | ------- | ------------- | ---- |
| 1 | House'llelujah erschien als Single | 4:00  | Stromae | Cheese        | 2010 |
| 2 | Humain à l'eau                     | 3:59  | Stromae | Racine carrée | 2013 |

### I
| # | Titel    | Dauer | Autoren | Album     | Jahr |
| - | -------- | ----- | ------- | --------- | ---- |
| 1 | Invaincu | 2:06  | Stromae | Multitude | 2022 |

### J
| # | Titel                        | Dauer | Autoren | Album  | Jahr |
| - | ---------------------------- | ----- | ------- | ------ | ---- |
| 1 | Je cours erschien als Single | 3:17  | Stromae | Cheese | 2010 |

### L
| # | Titel                       | Dauer | Autoren | Album     | Jahr |
| - | --------------------------- | ----- | ------- | --------- | ---- |
| 1 | La Solassitude              | 3:02  | Stromae | Multitude | 2022 |
| 2 | L’enfer erschien als Single | 3:09  | Stromae | Multitude | 2022 |

### M
| # | Titel            | Dauer | Autoren | Album         | Jahr |
| - | ---------------- | ----- | ------- | ------------- | ---- |
| 1 | Mauvaise Journée | 3:08  | Stromae | Multitude     | 2022 |
| 2 | Merci            | 3:54  | Stromae | Racine carrée | 2013 |
| 3 | Moules frites    | 2:39  | Stromae | Racine carrée | 2013 |
| 4 | Mon Amour        | 2:52  | Stromae | Multitude     | 2022 |

### P
| # | Titel                                 | Dauer | Autoren | Album         | Jahr |
| - | ------------------------------------- | ----- | ------- | ------------- | ---- |
| 1 | Papaoutai erschien als Single         | 3:52  | Stromae | Racine carrée | 2013 |
| 2 | Pas Vraiment                          | 2:43  | Stromae | Multitude     | 2022 |
| 3 | Peace or Violence erschien als Single | 3:09  | Stromae | Cheese        | 2010 |

### Q
| # | Titel        | Dauer | Autoren | Album         | Jahr |
| - | ------------ | ----- | ------- | ------------- | ---- |
| 1 | Quand c'est? | 3:00  | Stromae | Racine carrée | 2013 |

### R
| # | Titel           | Dauer | Autoren | Album     | Jahr |
| - | --------------- | ----- | ------- | --------- | ---- |
| 1 | Rail de musique | 4:08  | Stromae | Cheese    | 2010 |
| 2 | Riez            | 3:21  | Stromae | Multitude | 2022 |

### S
| # | Titel                       | Dauer | Autoren                             | Album         | Jahr |
| - | --------------------------- | ----- | ----------------------------------- | ------------- | ---- |
| 1 | Santéerschien als Single    | 3:11  | Juanpaio Toch, Moon Willis, Stromae | Multitude     | 2022 |
| 2 | Silence erschien als Single | 4:42  | Stromae                             | Cheese        | 2010 |
| 3 | Sommeil                     | 3:38  | Stromae                             | Racine carrée | 2013 |
| 4 | Summertime                  | 3:06  | Stromae                             | Cheese        | 2010 |

### T
| # | Titel                         | Dauer | Autoren | Album         | Jahr |
| - | ----------------------------- | ----- | ------- | ------------- | ---- |
| 1 | Ta fête erschien als Single   | 2:56  | Stromae | Racine carrée | 2013 |
| 2 | Te quiero erschien als Single | 3:25  | Stromae | Cheese        | 2010 |
| 3 | Tous les mêmes                | 3:33  | Stromae | Racine carrée | 2013 |